# William Beard (Unternehmer)
William Beard (* 1806; † 1886) war ein aus Irland in die Vereinigten Staaten von Amerika zugewanderter Unternehmer, der das Aussehen und die Bedeutung von Red Hook, heute ein Stadtteil von Brooklyn (NY), im 19. Jahrhundert stark veränderte und prägte und für den vielleicht bedeutsamsten Bauherren von öffentlichen Gebäuden in Brooklyn dieser Zeit gehalten wird.

## Wirken
Der irischstämmige William Beard kam 1825 in die Vereinigten Staaten, wo er zuerst einige Jahre mit der Konstruktion und dem Bau von Eisenbahnen beschäftigt war. Während dieser Zeit interessierte er sich immer mehr für eine andre Transportmethode – für den Transport mit Schiffen. Er richtete seine Aufmerksamkeit der Problematik der Ufergebiete von Brooklyn.
1851 begann Beard mit der Erweiterung des Hafenbeckens Erie Bassin in Red Hook, der eine günstige Anbindung an den nach Norden verlaufenden Handelsweg Erie Canal darstellte. Es handelte sich um einen neu angelegten Hafen mit Wellenbrechern, nicht weit entfernt vom 1941 entstandenen Atlantic Basin im Süden von Brooklyn, wurde jedoch viel größer. Der Ausbau wurde 1864 vollendet.
Die Hafenerweiterung beherbergte eine größere Anzahl von Piers, Trockendocks und zunehmend auch große Speicher und Warenlager. Das größte Lager waren die Red Hook Stores, deren Bau 18969 begann und die zusammen mit anderen Lagerhäusern um den Erie Basin in den frühen 1870er Jahren in Betrieb genommen wurden. Der Hafen Erie Basin wurde zu der Zeit der geschäftigste von allen Häfen in Brooklyn.
William Beard starb 1886.
Der Sohn von William Beard, William H. Beard (1839–1893), arbeitete zuerst mit seinem Vater in mehreren Bauprojekten in Red Hook, später entwickelte er Interessen für die lokale und nationale Politik und betätigte sich als Politiker.